# Parco nazionale dell'Asinara
Il Parco nazionale dell'Asinara (in sassarese: Parchu naziunari di l'Asinara, in sardo: Parcu natzionale de s'Asinara) è un parco nazionale italiano della Sardegna. Amministrativamente appartiene al comune di Porto Torres.
In precedenza noto come carcere dell'Asinara, fu istituito con decreto il 28 novembre 1997. L'intero territorio del Parco nazionale è rappresentato dall'isola dell'Asinara.

## Storia
I decreti istitutivi del Parco nazionale, dell'Ente parco e dell'Area marina protetta Isola dell'Asinara sono stati emanati nel 2002. La storia del Parco ha però inizio nel 1967, con un convegno tenutosi a Porto Torres e riguardante la possibilità della restituzione dell'isola al comune stesso. All'epoca il carcere era ancora in attività. Nel 1984 fu organizzato, sempre a Porto Torres, un convegno internazionale sui parchi durante il quale si meditò sulla possibilità di istituire un parco naturale sull'isola. Alcuni rappresentanti politici, nel 1988 proposero un disegno di legge nel quale si prevedeva il trasferimento dell'isola dal demanio dello Stato alla Regione Sardegna.
Nel 1994, con l'approvazione della legge sui parchi (la n. 394/91) viene creato il Parco nazionale del Golfo di Orosei e del Gennargentu, e Isola dell'Asinara e, nel 1992 viene firmata l'intesa Stato-Regione che formalizza la creazione del parco. Il decreto di perimetrazione provvisoria dell'area del parco sarà emanato il 28 novembre del 1997. Il carcere sarà ufficialmente chiuso il 31 dicembre dello stesso anno.
L'istituzione del Parco Nazionale e dell'Ente Parco avviene per D.P.R. 3 ottobre 2002, mentre con D.M. 13 agosto 2002 viene istituita l'area marina protetta, con ricadute positive per l'economia di Porto Torres, per il rilancio turistico del Golfo, ma anche con ricadute negative per l'integrità dell'isola e l'efficacia dell'azione protettiva del Parco Nazionale.
Nel maggio del 2009 il Comune di Stintino ha chiesto ufficialmente di essere inserito nell'Ente parco. Stintino è la località geograficamente più vicina all'Asinara ed il centro dei maggiori traffici di passeggeri per l'isola. Gli stintinesi sono legati all'Asinara anche dalla storia: quando l'isola venne demanializzata nel 1885 per realizzare una colonia penale agricola ed un lazzaretto, molti dei suoi abitanti scelsero di non allontanarsi trasferendosi nel neo-edificato borgo di Stintino.

## Territorio
L'Asinara, con una superficie di 51,22 km² ed uno sviluppo costiero di 110 km, presenta una geografia prevalentemente montuosa. Il suo rilievo più elevato è punta della Scomunica (408 m s.l.m.), cui seguono punta Maestra (265 metri), punta Tumbarino (241 metri), monte Ruda (215 metri) e punta Marcutza (195 metri). Vi sono anche delle piccole aree pianeggianti, presso cala Reale e Fornelli, un tempo utilizzate per le coltivazioni dagli abitanti nativi dell'isola, prima della demanializzazione (avvenuta nel 1885) da parte dello Stato e del loro conseguente trasferimento nel nuovo abitato di Stintino, appositamente creato.
I corsi d'acqua hanno carattere prevalentemente stagionale ed alimentano alcuni invasi artificiali che erano al servizio delle strutture carcerarie e del villaggio di cala d'Oliva. Presso le coste basse vicine al mare si sviluppano, durante la stagione delle piogge, dei piccoli stagni (nelle località di Fornelli, cala Sant'Andrea, cala Stagno Lungo e cala Barche Napoletane) che danno asilo ad una grande varietà di uccelli acquatici e di passo oltre che contribuire allo sviluppo della vegetazione riparia e costiera.
Lungo le coste orientali dell'isola si susseguono alcune piccole spiagge che si alternano alle coste rocciose. I piccoli scogli presso Cala Scombro di Dentro ospitano importanti colonie di marangone dal ciuffo (Phalacrocorax aristotelis).

## Flora
La vegetazione si presenta  fortemente degradata per la via del pascolo eccessivo da parte di specie introdotte dall'uomo (capre domestiche, mufloni e cinghiali). Si può notare la presenza dell'euforbia (Euphorbia dendroides) che, in quanto tossica, non è oggetto del pascolo da parte degli animali erbivori. Soltanto in località Elighe Mannu si trova una piccola formazione originale di bosco di leccio (Quercus ilex). Attualmente l'Ente parco, in collaborazione con l'Ente foreste della Sardegna, sta provvedendo alla cattura ed al trasferimento delle specie introdotte dall'uomo, al fine di consentire alla vegetazione di ricolonizzare il territorio.
La flora dell'isola presenta, grossomodo, gli stessi componenti di quella della vicina Sardegna. Lungo le coste rocciose si sviluppa una vegetazione alofila bassa dominata dal finocchio di mare (Crithmum maritimum), il ginestrino delle scogliere (Lotus cytisoides) ed il limonio a foglie acute (Limonium acutifolium). Le coste sabbiose sono invece dominate dalla gramigna delle spiagge (Agropyron junceum), dallo sparto pungente (Ammophila littoralis), la santolina delle spiagge (Otanthus maritimus) e dal giglio marino (Pancratium maritimum).
La vegetazione forestale è ridotta ad un residuo di lecceta in località Elighe Mannu. Le zone dominate dalla macchia presentano formazioni vegetali di ginepro fenicio (Juniperus phoenicea) ed euforbia (Euphorbia dendroides), quest'ultima tossica e quindi non soggetta al pascolamento. Vi si ritrova anche il lentisco (Pistacia lentiscus), la felce aquilina (Pteridium aquilinum) ed il tamaro (Tamus communis).
Nelle zone a gariga si ritrovano la lavanda (Lavandula stoechas), il cisto (Cistus monspeliensis), il fiordaliso spinoso (Centaurea horrida) e la ginestra di Corsica (Genista corsica).

## Fauna
Elenco delle specie che si riproducono sull'Asinara:
Anfibi:
- Discoglosso (Discoglossus sardus)
- Rospo smeraldino (Bufotes viridis)
- Raganella (Hyla sarda)

Rettili:
- Testuggine palustre europea (Emys orbicularis)
- Testuggine comune (Testudo hermanni)
- Tarantola mauritanica (Tarentola mauritanica)
- Emidattilo turco (Hemidactylus turcicus)
- Tarantolino (Euleptes europaea)
- Algiroide nano (Algyroides fitzingeri)
- Lucertola campestre (Podarcis sicula)
- Lucertola tiliguerta (Podarcis tiliguerta)
- Congilo (Chalcides ocellatus)
- Luscengola (Chalcides chalcides)
- Colubro (Coluber viridiflavus)
- Biscia viperina (Natrix maura)

Uccelli:
- Tuffetto (Tachybabtus ruficollis)
- Berta maggiore (Calonectris diomedea)
- Berta minore (Puffinus puffinus)
- Marangone dal ciuffo (Phalacrocorax aristotelis dermarestii)
- Garzetta (Egretta garzetta)
- Volpoca (Tadorna tadorna)
- Germano reale (Anas platyrhynchos)
- Falco pescatore (Pandion haliaetus)
- Poiana (Buteo buteo)
- Grillaio (Falco naumanni)
- Gheppio (Falco tinnunculus)
- Falco pellegrino (Falco peregrinus)
- Pernice sarda (Alectoris barbara)
- Folaga (Fulica atra)
- Gallinella (Gallinula chloropus)
- Porciglione (Rallus aquaticus)
- Occhione (Burhinus oedicnemus)
- Corriere piccolo (Charadrius dubbius)
- Gabbiano corso (Larus audouinii)
- Gabbiano reale (Larus cachinnans)
- Rondine di mare (Sterna hirundo)
- Piccione selvatico (Columba livia)
- Tortora selvatica (Streptopelia turtur)
- Barbagianni (Tyto alba ernesti)
- Civetta (Athene noctua)
- Succiacapre (Caprimulgus europaeus)
- Rondone pallido (Apus pallidus)
- Rondone maggiore (Apus melba)
- Upupa (Upupa epops)
- Tottavilla (Lulula arborea)
- Rondine montana (Ptyonoprogne rupestris)
- Calandro (Anthus campestris)
- Scricciolo (Troglodytes troglodytes koenigi)
- Usignolo (Luscinia megarhynchos)
- Passero solitario (Monticola solitarius)
- Saltimpalo (Saxicola torquata)
- Merlo (Turdus merula)
- Usignolo di fiume (Cettia cetti)
- Beccamoschino (Cisticola juncidis)
- Magnanina sarda (Sylvia sarda)
- Magnanina (Sylvia undata)
- Sterpazzola di Sardegna (Sylvia conspicillata)
- Occhiocotto (Sylvia melanocephala)
- Capinera (Sylvia atricapilla)
- Fiorrancino (Regulus ignicapillus)
- Pigliamosche (Muscicapa striata tyrrhenica)
- Cinciallegra (Parus major ecki)
- Averla capirossa (Lanius senator badius)
- Gazza (Pica pica)
- Cornacchia grigia (Corvus corone)
- Corvo imperiale (Corvus corax)
- Passera sarda (Passer hispaniolensis)
- Fringuello (Fringilla coelebs)
- Verdone (Cloris cloris)
- Cardellino (Carduellis carduellis)
- Fanello (Carduelis cloris)
- Zigolo nero (Emberiza cirlus nigrostriata)
- Strillozzo (Miliaria calandra)

Mammiferi:
- Riccio (Erinaceus europaeus)
- Crocidura rossiccia (Crocidura russula ichnusae)
- Mustiolo (Suncus etruscus)
- Lepre (Lepus capensis mediterraneus)
- Topo selvatico (Apodemus sylvaticus)
- Ratto nero (Rattus rattus)
- Ratto bruno (Rattus norvegicus)
- Topolino domestico (Mus musculus)
- Cinghiale (Sus scrofa meridionalis)
- Muflone (Ovis orientalis musimon)
- Asino sardo (Equus asinus)
- Asinello bianco (Equus asinus var. albina)

## Punti d'interesse
Oltre alle strutture che facevano parte del complesso carcerario, sull'isola è presente un ossario austro-ungarico eretto negli anni trenta. Nella località di Fornelli è stato istituito nel 2004 l'Ospedale delle Tartarughe, allo scopo di studiare le specie e recuperare gli esemplari feriti o catturati in maniera accidentale.In località Tumbarino è invece attivo l'Osservatorio Faunistico del Parco.

## Accessi
L'accesso al Parco nazionale è possibile grazie al collegamento marittimo con battelli specifici. I porti di partenza sono quelli di Porto Torres e Stintino. Nel periodo estivo sono attivi collegamenti marittimi con i porti di Castelsardo e Santa Teresa di Gallura.